# Platythyrea dentinodis
Platythyrea dentinodis is een mierensoort uit de onderfamilie van de Ponerinae. De wetenschappelijke naam van de soort is voor het eerst geldig gepubliceerd in 1930 door Clark.